# Джеймс Томпсон
Дже́ймс То́мпсон  (англ. James Thompson; 18 листопада 1986) — південноафриканський веслувальник, олімпійський чемпіон.

## Виступи на Олімпіадах
| Олімпіада   | Дисципліна                              | Місце |
| ----------- | --------------------------------------- | ----- |
| Лондон 2012 | легка червірка розстібна без стернового | 1     |